# Cabinet Schweitzer
Rhénanie-Palatinat
Dreyer III 
Le cabinet Schweitzer (en allemand : Kabinett Schweitzer) est le gouvernement régional du Land de Rhénanie-Palatinat depuis le 10 juillet 2024, sous la 18e législature du Landtag.

## Historique du mandat
Le gouvernement est dirigé par le nouveau ministre-président social-démocrate Alexander Schweitzer, précédemment ministre du Travail. Il est constitué et soutenu par une coalition « en feu tricolore » entre le Parti social-démocrate d'Allemagne (SPD), l'Alliance 90/Les Verts (Grünen) et le Parti libéral-démocrate (FDP). Ensemble, ils disposent de 54 députés sur 101, soit 53,5 % des sièges du Landtag.
Il est formé à la suite de la démission de la ministre-présidente sociale-démocrate Malu Dreyer, au pouvoir depuis janvier 2013.
Il succède donc au cabinet Dreyer III, constitué et soutenu dans des conditions identiques.

### Formation
Le 19 juin 2024, dix jours après la lourde défaite du Parti social-démocrate aux élections européennes et son recul aux élections locales en Rhénanie-Palatinat, Malu Dreyer annonce sa démission et indique qu'elle quittera le pouvoir en juillet, invoquant des raisons de santé. Elle fait savoir que le groupe parlementaire du SPD au Landtag a désigné à l'unanimité le ministre du Travail Alexander Schweitzer pour prendre sa succession. Selon l'agence DPA, le ministre de l'Intérieur Michael Ebling et la présidente du groupe parlementaire Sabine Bätzing-Lichtenthäler étaient perçus en interne comme d'autres successeurs potentiels.
Ayant indiqué le 3 juillet ne prévoir aucun changement dans la composition du futur cabinet à l'exception de son propre remplacement, Alexander Schweitzer est élu ministre-président par le Landtag le 10 juillet, recevant 57 voix favorables parmi les 100 députés présents alors que sa coalition compte 54 députés. Il prête serment dans la foulée.

## Composition
Par rapport au cabinet Dreyer III, les nouveaux ministres sont indiqués en gras et ceux ayant changé d'attributions sont indiqués en italique.
| Poste                                                                                          | Ministre | Ministre                                                        | Parti  |
| ---------------------------------------------------------------------------------------------- | -------- | --------------------------------------------------------------- | ------ |
| Ministre-président                                                                             |          | Alexander Schweitzer                                            | SPD    |
| Vice-ministre-présidente Ministre de la Famille, des Femmes, de la Culture et de l’Intégration |          | Katharina Binz                                                  | Grünen |
| Ministre de l'Économie, des Transports, de l’Agriculture et de la Viticulture                  |          | Daniela Schmitt                                                 | FDP    |
| Ministre des Finances                                                                          |          | Doris Ahnen                                                     | SPD    |
| Ministre de la Justice                                                                         |          | Herbert Mertin (mort le 21/02/2025) Philipp Fernis (02/04/2025) | FDP    |
| Ministre de l'Intérieur et des Sports                                                          |          | Michael Ebling                                                  | SPD    |
| Ministre de l'Éducation                                                                        |          | Stefanie Hubig                                                  | SPD    |
| Ministre du Travail, des Affaires sociales, de la Transformation et du Numérique               |          | Dörte Schall                                                    | SPD    |
| Ministre de la Science et de la Santé                                                          |          | Clemens Hoch                                                    | SPD    |
| Ministre du Climat, de l'Environnement, de l'Énergie et des Mobilités                          |          | Katrin Eder                                                     | Grünen |